# Wymondham
Pour les articles homonymes, voir Wymondham (homonymie).

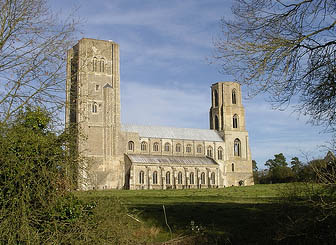
L'abbaye de Wymondham

Wymondham est une ville et une paroisse civile du district de South Norfolk dans le comté de Norfolk, en Angleterre. En 2021, la population comptait 17 365 habitants.
Elle est située à 15,3 km au sud-ouest de Norwich, sur la route vers Londres.
La rivière Tiffey (en) traverse Wymondham.
La ville abrite une abbaye (en) datant du XIIe siècle, qui a été l'église paroissiale anglicane depuis la réforme protestante. Une particularité de l'abbaye est qu'elle possède une tour à chaque extrémité.